# Zênguidas
Zênguidas ou zânguidas foram uma dinastia muçulmana oguz que dominou partes da Síria e Mesopotâmia Superior em nome do Império Seljúcida. Foi fundada por Zengui (r. 1127–1146) em 1127 e existiu na região até 1222. Após a morte dele, seus filhos cindem seu Estado, com a Síria indo a Noradine (r. 1146–1174) e a Mesopotâmia a Ceifadim Gazi (r. 1146–1149). O ramo sírio de Noradine conduziu política expansionista que terminou na conquista de Damasco (1154), a subjugação do Egito (1168) e a contenção dos cruzados. Em 1181, os ramos sírio e mesopotâmico foram reunidos e então absorvidos pelo Império Aiúbida do sultão Saladino (r. 1174–1193). Os zênguidas mantiveram Moçul e repeliram Saladino em 1182 e 1185, mas foram forçados a reconhecer sua domínio. Naceradim Mamude (r. 1219–1222) foi deposto pelo regente Badradim Lulu (r. 1222–1259) em 1222, pondo fim à dinastia. Outro ramo dos zênguidas se estabeleceu em 1170 em Sinjar, a oeste de Moçul, e governou ali por cerca de 50 anos.